# Chamousset
Chamousset – miejscowość i gmina we Francji, w regionie Owernia-Rodan-Alpy, w departamencie Sabaudia.
Według danych na rok 2011 gminę zamieszkiwały 572 osoby, a gęstość zaludnienia wynosiła 91 osób/km² (w 1990 roku wśród 2880 gmin regionu Rodan-Alpy Chamousset plasowała się na 1259. miejscu pod względem liczby ludności, natomiast pod względem powierzchni na miejscu 1409.).
Przez gminę przepływa rzeka Isère. 